# Ricardo Lagos Andino

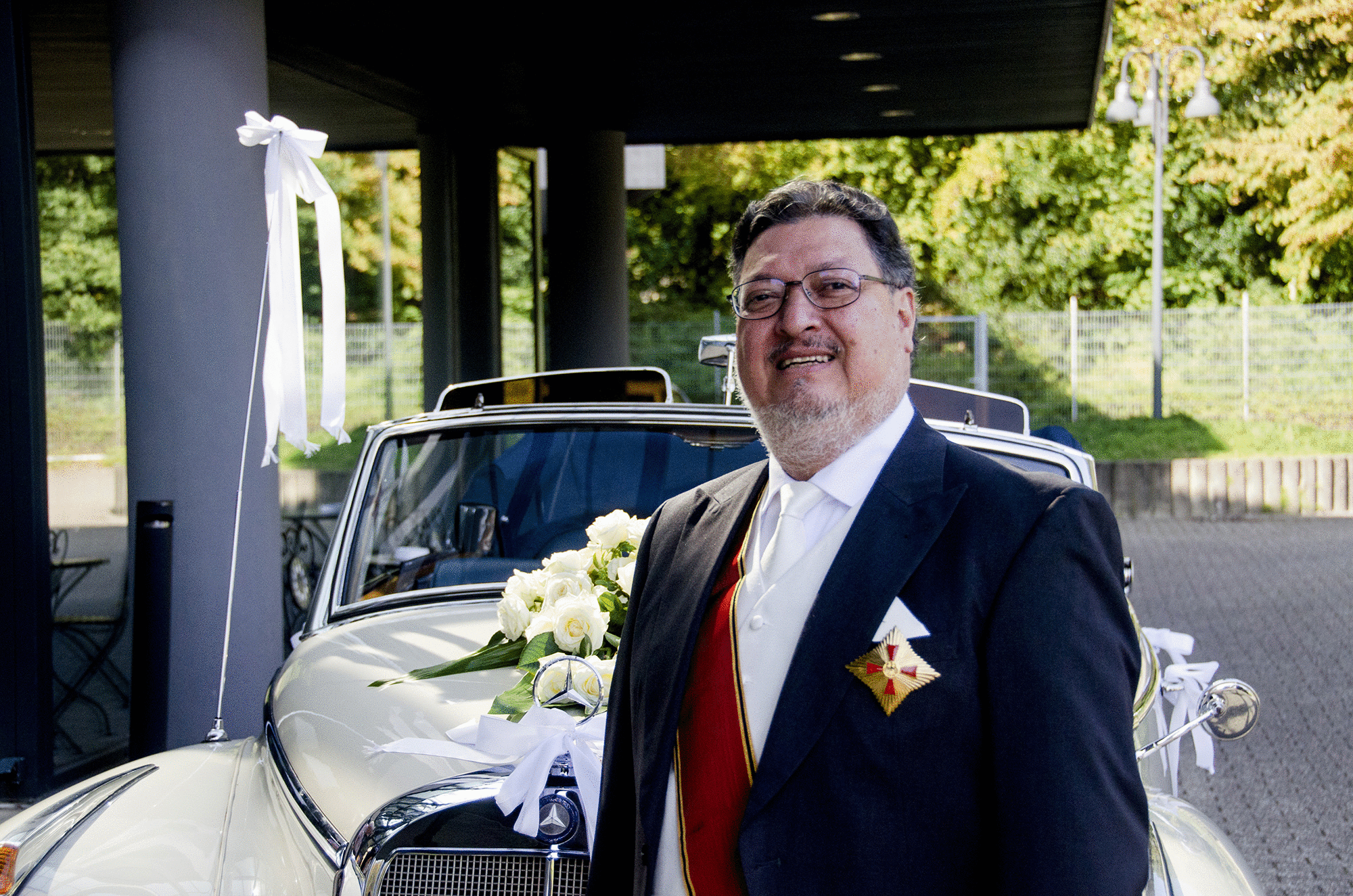
Dr. Ricardo Lagos Andino

Ricardo Lagos Andino (10 de agosto de 1954) es un diplomático y académico hondureño.

## Biografía
Está casado desde 1977 con la Lic. Claudia Kalhoff de Lagos Andino, con quien tiene siete hijos. Tiene doble nacionalidad hondureña y española. Entre 1981 y 1982 y entre 1986 y 1989 fue docente de la Universidad Nacional Autónoma de Honduras (UNAH). Es docente a partir de 2009 del Doctorado en Ciencias Sociales con Orientación en Gestión del Desarrollo de la UNAH y a partir de 1993 de la Universidad de Münster, Alemania.
Entre 2001 y 2007 fue docente de la Universidad de Ciencias Aplicadas de Münster. Entre 1986 y 1988 ocupó el cargo de Director de Planificación en el Ministerio de Planificación de Honduras. En 1988 fue consultor de UNICEF. Entre 1988 y 1989 fue coordinador por Honduras para la creación del Parlamento Centroamericano. Entre 1989 y 1993 se desempeñó como subdirector del Instituto de Relaciones Europeo-Latinoamericanas (IRELA) en Madrid, España. Entre 1992 y 1993 fue asesor del Comité Económico y Social de la Unión Europea. Entre 1993 y 1994 coordinó el área de formación política y cooperación internacional de la Academia Franz Hitze Haus en Münster. Entre 1994 y 1998 fue acreditado embajador de Honduras en Alemania, Austria y Polonia. Desde 1998 ocupa el cargo de representante en Europa del Parlamento Centroamericano (PARLACEN). Entre 2000 y 2003 fue asesor para Europa del Banco Centroamericano de Integración Económica (BCIE). Entre 2005 y 2009 fue asesor del Comisionado Nacional de Derechos Humanos de Honduras (CONADEH).
La Gran Cruz de Alemania le fue otorgada en 1998 por el presidente Federal de Alemania (Großes Verdienstkreuz mit Stern und Schulterband). La Universidad de Münster le otorgó una condecoración por sus altas notas de graduación de Magíster en 1981. El Colegio San Miguel de Honduras le otorgó el Diploma de Honor por sus altas notas de Bachillerato en 1971.